# 中川不器男
中川 不器男（なかがわ ふきお、1899年12月24日 - 1967年10月13日）は、日本の実業家。位階は正四位。勲等は勲二等。
トヨタ自動車工業（現：トヨタ自動車）の4代目社長である。大阪府堺市生まれ。神戸高等商業学校（現神戸大学）卒。

## 来歴・人物
1921年神戸高等商業学校（現神戸大学）卒業。三井銀行から派遣されていた折りの1961年、4代目トヨタ自動車工業代表取締役社長就任に至る。就任当時、佐吉の甥であり喜一郎の従兄弟である豊田英二が適任と見られていたが、貿易・資本の自由化、自動車業界再編の時流に即し、経営能力に長けた中川の方がより適任と判断されたと見られている。
1967年10月、東京でトヨタ自動車販売の会議に出席し、名古屋に戻った後に体の不調を訴えて急逝。後任の5代目社長は豊田英二。

## 略歴
- 1965年 - 上郷工場創業。デミング・実施賞受賞。
- 1965年3月 - トヨタスポーツ800（通称「ヨタハチ」）発売。
- 1966年11月、初代カローラ発売。
- 1967年2月、初代ハイエース発売。
- 1967年5月、2000GT発売。
- 1967年8月、1600GT発売。
- 1967年、ダイハツ工業と業務提携。

## 栄典
- 1963年4月 - 藍綬褒章[2]。
- 1967年10月 - 正四位[2]。
- 1967年10月 - 勲二等瑞宝章[2]。